# 中國浸信會神學院
中國浸信會神學院（China Baptist Theological Seminary）由基督教萬國宣道浸信會於1966年在香港建立，現時的新院址在沙田下禾輋95號。

## 理念宗旨
宗旨

- 為獻身全職事奉者提供裝備，強調聖經的權威及無誤性。 著重學生的生命成長，培育高尚屬靈牧養品德。

教育理念

1. 以教導聖經真理作核心，為探究教義神學的基礎
2. 以裝備牧養教會作核心，為訓練屬靈領袖的基礎
3. 以裝備本地牧養作核心，為推動普世宣教的基礎

## 學院院史
院史院舍發展

「中國浸信會神學院」前身為「香港浸信會聖經學院」。由萬國宣道浸信會於1966年創立，位於九龍城太子道309號。其後於1972年遷至大角咀福全街十七號自置院舍，並於1980年成功購買隔鄰兩個單位，學院遂由一千多呎增至六千呎。及至1996年學院更於沙田下禾輋購買一幅六千呎的地皮，經歷了近十年的申請及籌劃，新院舍終於在2006年7月落成，並由三座三層獨立的樓房所組成。每層七百呎，共六千三百呎樓面面積。主要用作：課室、禮堂、飯堂、辦公室、圖書館、溫習室及男女宿舍等。
課程發展

聖經學院創辦初期，只設立三年制文憑及基督徒生活證書課程，以培訓有心獻身的信徒為傳道人以及裝備有心追求的信徒。及至1980年聖經學院成功擴展，學院則開始思想未來的發展方向。為了回應時代的需要，學院除了於1980年開辦四年制學士學位課程之外，亦希望加入中國事工元素，故學院除了正式命名為「中國浸信會神學院」之外，院徽亦加入了中國地圖；此外，更分別於1999年及2001年開辦教牧進修及全時間道學碩士課程；2007年開辦教牧學碩士及一年制聖經研究高級證書課程，為有志進修的傳道同工及有心全時間事奉並等候呼召的信徒領袖提供學習機會。

學術地位的提升

為提升本院同學的質素並與國際神學教育接軌，本院分別於1998年加入「香港神學教育協會」為會員；並於2001年與美國房角石大學在亞洲開辦的「亞洲聖經神學院」(Asia Biblical Theological Seminary) 結為姊妹學院，以致本院所頒發的學位也獲該院與房角石大學之「大瀑布城神學院」(Grand Rapids Theological Seminary) 所承認。美國房角石大學（Cornerstone University）主要在亞洲區（包括香港）提供部分時間-修讀的碩士課程，對象為傳道人或教會領袖。本院所頒發之學位也獲該院及房角石大學之大瀑布城神學院（Grand Rapids Theological Seminary）承認。欲知美國房角石大學之詳情，歡迎到 http://www.cornerstone.edu（页面存档备份，存于） 瀏覽。

## 學院特色
- 靈命培育

為了透過學院及群體生活，操練紀律並學習與人相處，原則上所有全時間的單身學生均須在學院住宿，而走讀學生也須在指定時間內留在學院。

- 敬虔操練

除了學術方面的操練，本院尤注重學生的屬靈生命之操練，故每天均有早會及祈禱會。此外，每星期均有學生會並班會活動，各級學生可以彼此深入分享及代禱，建立深厚情誼。

- 小班教學

本院主要以小班教學，務使學生都能透過發問及討論，對所學之科目有更深刻的了解及得著，和加強學生與老師的關係。

- 著重原文

為讓同學對聖經有正確之理解，學士與道學碩士科學生必須修讀希臘文及希伯來文，務求更透徹了解聖經原意。

- 輔導與關顧

本院著重學生的靈命培育，學院鼓勵學生在學業上、生活上或靈性上主動與師長交通，尋求輔導。為了幫助一年級同學的適應及各方面的協調，學院安排每一位同學有一關顧老師。學院的輔導長亦定期安排聚會（例如每月的工作坊）及性格、心理等測驗評估，幫助學生更多認識自己及有更好的人際關係。為幫助各學生的肢體生活及適應學院生活，並促進彼此支持與關顧，學生會分成小組，由高年班同學以學兄、學姊身份帶領，透過小組活動一同成長。

- 校友關懷

學院為每一位學員安排一位校友，定時關心同學的需要，分享自己的經驗，帶給同學鼓勵及支持。
- 聖地體驗

讀萬卷書，不如行萬里路，學院每三年均舉辦聖地團，前往以色列、約旦及埃及等聖地，實地體驗聖經人物及耶穌的腳蹤所到之處。學院並設有聖地基金，用以資助學生一半旅費。

## 課程
- 全日制課程

1. 聖經研究高級證書
2. 神學文憑
3. 神學學士
4. 道學碩士

- 部份時間

1. 教牧學碩士
2. 教牧進修道學碩士

- 晚間課程

1. 聖經研究副學士
2. 神學證書課程
3. 個人成長證書課程

## 出版
1. 院訊
2. 快訊
3. 書籍

## 外部連結
- 中國浸信會神學院網址（页面存档备份，存于）